# Luděk Fajkus
Luděk Fajkus (20. července 1925 Vsetín – 16. června 1953 Věznice Pankrác) byl český technický úředník a protikomunistický odbojář odsouzený v politickém procesu komunistickým režimem k trestu smrti a v roce 1953 popraven.

## Životopis
Narodil se v roce 1925 ve Vsetíně. Po ukončení studia pracoval jako technický úředník ve firmě MEZ Vsetín.
Vstoupil do ČSNS a po jejím zániku do Československé strany socialistické.
Někdy od druhé poloviny roku 1948 vykonával protirežimní činnost, přičemž spolupracoval s dalšími odbojáři v květnu 1949 si opatřili cyklostyl a vytiskli na něm asi 1200 protistátních letáků ve kterých nabádali zemědělce, aby nevstupovali do JZD, dělníky, aby nezvyšovali pracovní tempo a rodiče žádali, aby své děti vychovávali v ideálech T. G. Masaryka. Dále například v červenci 1949 měl se svými spolupracovníky v odboji poškodit sloup vysokého napětí ve Vsetíně za výstavištěm výstavy "Valašsko v práci"., podílel se také na sabotážích telefonních či železničních spojů. Rovněž podával zpravodajské informace o činnosti zbrojovky, v níž pracoval. Někdy na konci léta 1949 kvůli nákaze tuberkulózou odešel na léčení do sanatoria, později se ovšem vrátil a v odbojové činnosti pokračoval.

### Zatčení a soudní proces

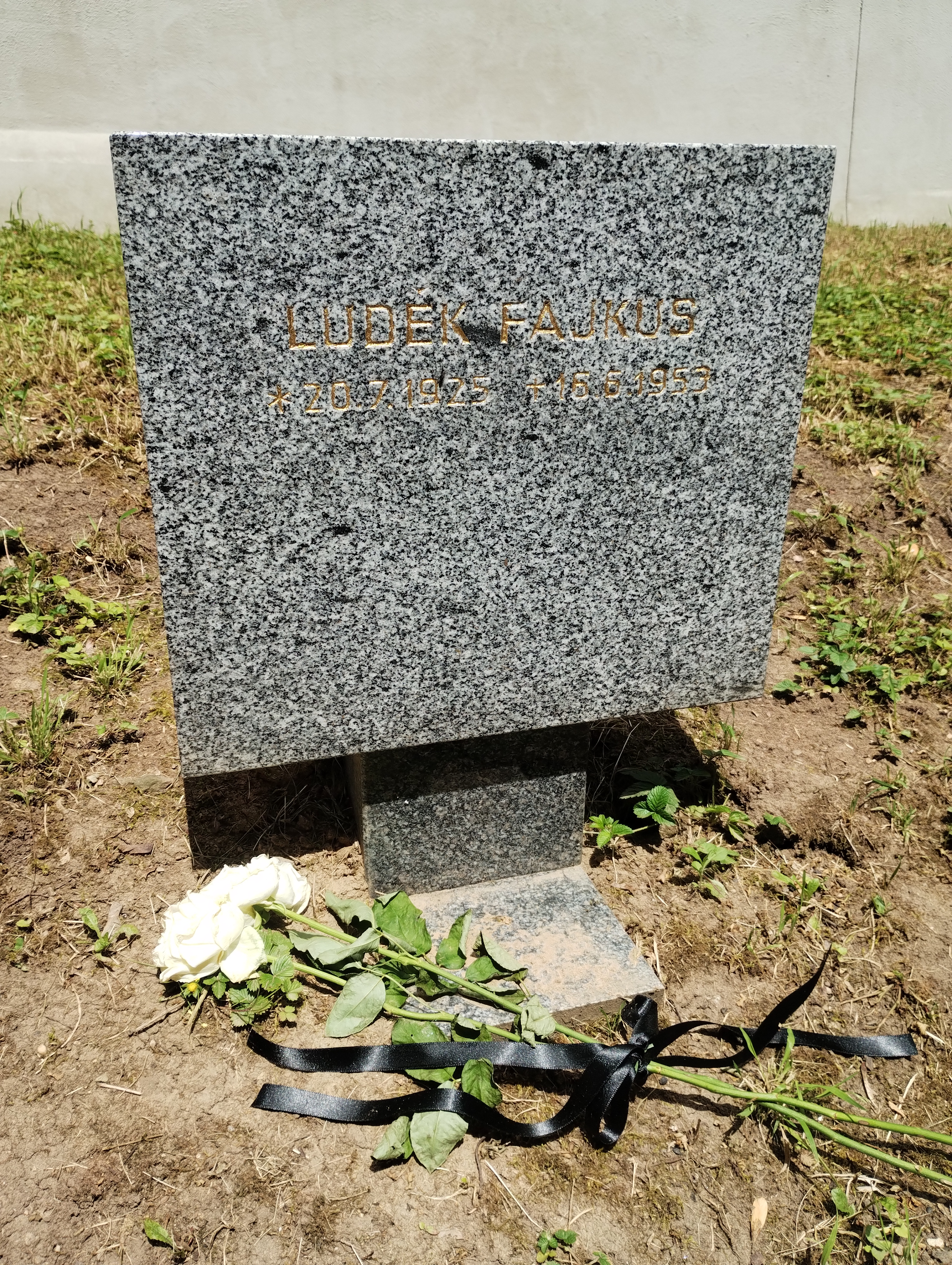
Symbolický náhrobek Luďka Fajkuse na Čestném pohřebišti v Ďáblicích

Agenti Státní bezpečnosti skupinu postupně odhalili a její členy, včetně Fajkuse, v průběhu roku 1952 zatkli. V případu bylo poté podáno trestní oznámení na 50 osob. V srpnu 1952 byla Státní bezpečností skupina zatčených odbojářů označena jako „Luděk Fajkus a spol.“ V prosinci 1952 byl ve veřejném procesu konaném ve Vsetíně za trestné činy velezrady, vyzvědačství a sabotáže odsouzen k trestu smrti. Někteří členové odbojové skupiny byli přitom obviněni z přípravy atentátu na prezidenta Antonína Zápotockého a jeho delegaci. Ke stejnému trestu bylo v procesu či navazujících procesech odsouzeno několik dalších osob, desítky jich pak byly odsouzeny k dlouholetým trestům odnětí svobody. V dubnu 1953 bylo zamítnuto Fajkusovo odvolání a neúspěšné byly rovněž žádosti jeho příbuzných o prezidentskou milost od prezidenta Antonína Zápotockého. Popraven byl v červnu 1953 spolu s Josefem Vaškem.
Jeho památku dnes připomíná několik pamětních desek.